# Ruth Grossi
Ruth Anna Grossi (* 26. August 1926 in Gelsenkirchen-Buer) ist eine deutsche Schauspielerin.

## Leben
Ruth Grossi absolvierte eine Ballett- und Gesangsausbildung und nahm Schauspielunterricht bei Erich Weihe. Sie spielte zunächst in Gelsenkirchen und Flensburg Theater und hatte später in Hamburg Engagements an den Kammerspielen, am Thalia Theater und am Deutschen Schauspielhaus. In den 1950er Jahren erhielt sie Angebote beim Fernsehen und trat u. a. in John Walker schreibt an seine Mutter (1954), in Die Husaren kommen und Geschwader Fledermaus (beide 1955) auf. 1958 war sie dann als Bianca in einer Fernseh-Adaption des William-Shakespeare-Stückes Othello zu sehen. Bereits im Jahr zuvor hatte die etwa 1,65 m große Darstellerin mit Die unentschuldigte Stunde ihren ersten Spielfilm gedreht. Eine größere Nebenrolle erhielt sie in dem von Helmut Ashley inszenierten Kriminalfilm Mörderspiel (1961), wo sie die zurückhaltend-sanfte Ehefrau eines Alkoholikers mimte. Weitere Filmangebote blieben danach jedoch aus. Erst gegen Ende der 1970er Jahre erhielt sie die Gelegenheit, mit den Softsexfilmen Zwei Däninnen in Lederhosen und Zum Gasthof der spritzigen Mädchen erneut auf der Leinwand zu erscheinen.
Ruth Grossi wirkte darüber hinaus in diversen Filmfällen von Aktenzeichen XY … ungelöst mit und ist gelegentlich auch als Synchronsprecherin tätig.

## Filmographie
- 1954: Zwei oder drei Ehen (Fernsehfilm)
- 1954: Die Gefährtin (Fernsehfilm)
- 1954: Türen, Türen, Türen (Fernsehfilm)
- 1954: John Walker schreibt an seine Mutter (Fernsehfilm)
- 1955: Straßenknotenpunkt (Fernsehfilm)
- 1955: Geschwader Fledermaus (Fernsehfilm)
- 1955: Die Husaren kommen (Fernsehfilm)
- 1957: Die Fee (Fernsehfilm)
- 1957: Der Banditendoktor (Fernsehfilm)
- 1957: Die unentschuldigte Stunde
- 1957: Hanneles Himmelfahrt (Fernsehfilm)
- 1958: Othello (Fernsehfilm)
- 1959: Der Mann, der sich verkaufte
- 1959: Akt mit Geige (Fernsehfilm)
- 1960: Ein gewisses Röcheln (Fernsehfilm)
- 1961: Mörderspiel
- 1963: Die Karte mit dem Luchskopf (Fernsehserie); Folge: Das Geheimnis der Grossgarage
- 1964:Gewagtes Spiel – Folge: Der Kopfsprung
- 1972: Butler Parker (Fernsehserie); Folge: Das Partygirl
- 1979: Zwei Däninnen in Lederhosen (Originaltitel) oder: Zwei Däninnen in Oberbayern
- 1979: Zum Gasthof der spritzigen Mädchen
- 1991: Lindenstraße (Fernsehserie)
- 1991: Derrick (Fernsehserie) - Isolde tote Freunde (Folge 206)
- 1991/94–2003: Forsthaus Falkenau (Fernsehserie); diverse Folgen
- 1995: So ist das Leben! Die Wagenfelds (Fernsehserie)
- 1996: T.V. Kaiser (Fernsehserie); Folge: Mein Kind ist ein Fan oder Die Boyzone liegt nicht im Osten (im Abspann nicht genannt)
- 1997: Die Chaos Queen (Fernsehfilm)
- 1997: Eine Herzensangelegenheit (Fernsehfilm)
- 1999: E-M@il an Gott (Fernsehfilm)
- 1999: Dr. Stefan  – Der Arzt, dem die Frauen vertrauen – Sturz eines Champions
- 1999: Dr. Stefan Frank – Der Arzt, dem die Frauen vertrauen – Nachbarschaftsliebe
- 2000: Streit um drei (Fernseh-Reihe); Episode vom 20. Juni 2000
- 2003: Forsthaus Falkenau (Fernsehserie); Folge: Neue Wege
- 2003: Körner und Köter (Fernsehserie); Folge: Paulchen allein zu Haus
- 2004: SOKO 5113 (Fernsehserie); Folge: Tod eines Diebes
- 2006: Marienhof: Es wird viel passieren (Fernsehserie); Folgen 1.2913 und 1.2912 (im Abspann nicht genannt)

## Hörspiele
- 1953: Die bitteren Wasser von Lappland